# Torneo di Wimbledon 2025 - Doppio femminile per invito
Kim Clijsters e Martina Hingis era le tre volte campionesse del titolo, ma Clijsters non ha partecipato alla competizione quest'anno.
Hingis e Cara Black hanno vinto la competizione, sconfiggendo Dominika Cibulková e Barbora Strýcová in finale con il punteggio di 6-2, 6-3.

## Tabellone

### Legenda
| - Q = Qualificato - WC = Wild card - LL = Lucky loser | - ALT = Alternate - SE = Special Exempt - PR = Protected Ranking | - w/o = Walkover - r = Ritirato - d = Squalificato |

### Finale
|  | Finale |                                     |                                     |   |   |  |
|  |        |                                     |                                     |   |   |  |
|  | A1     | Dominika Cibulková Barbora Strýcová | Dominika Cibulková Barbora Strýcová | 2 | 3 |  |
|  | B1     | Cara Black Martina Hingis           | Cara Black Martina Hingis           | 6 | 6 |  |

### Gruppo A
|    |                                     | Cibulková Strýcová | Broady King      | Flipkens Petkovic | Golovin Robson | RR W–L | Set W–L | Game W–L | Standings |
| A1 | Dominika Cibulková Barbora Strýcová |                    | 7–5, 3–6, [10–7] | 6–4, 6–4          | 6–2, 6–2       | 3–0    | 6–1     | 35–23    | 1         |
| A2 | Naomi Broady Vania King             | 5–7, 6–3, [7–10]   |                  | 6(4)–7, 4–6       | 6–4, 6–4       | 1–2    | 3–4     | 33–32    | 3         |
| A3 | Kirsten Flipkens Andrea Petkovic    | 4–6, 4–6           | 7–6(4), 6–4      |                   | 7–5, 6–2       | 2–1    | 4–2     | 34–29    | 2         |
| A4 | Tatiana Golovin Laura Robson        | 2–6, 2–6           | 4–6, 4–6         | 5–7, 2–6          |                | 0–3    | 0–6     | 19–37    | 4         |

### Gruppo B
|    |                                          | Black Hingis | Radwańska Rybáriková | Hantuchová Vandeweghe | Bertens Konta    | RR W–L | Set W–L | Game W–L | Standings |
| B1 | Cara Black Martina Hingis                |              | 6–3, 6–3             | 6–2, 6–4              | 6–2, 6–2         | 3–0    | 6–0     | 36–16    | 1         |
| B2 | Agnieszka Radwańska Magdaléna Rybáriková | 3–6, 3–6     |                      | 6–4, 6–3              | 6–1, 4–6, [10–2] | 2–1    | 4–3     | 29–26    | 2         |
| B3 | Daniela Hantuchová CoCo Vandeweghe       | 2–6, 4–6     | 4–6, 3–6             |                       | 6–4, 6–1         | 1–2    | 2–4     | 25–29    | 3         |
| B4 | Kiki Bertens Johanna Konta               | 2–6, 2–6     | 1–6, 6–4, [2–10]     | 4–6, 1–6              |                  | 0–3    | 1–6     | 16–35    | 4         |